# Hajszálcsövesség

Kapilláris jelenségek (balról víz, jobbról higany van a csövekben)

A hajszálcsövesség (idegen szóval kapillaritás, kapilláris hatás vagy kapilláris effektus) a folyadékok azon tulajdonsága, hogy képesek szűk, keskeny térben a nehézségi erő ellenében is mozogni. Ez a jelenség sok helyen tapasztalható, mint például porózus papíron, papírtörölközőn, hajszálcsövekben, a talajban stb.
A kapilláris jelenség a folyadék és az azt körülvevő cső közötti intermolekuláris erők miatt lép fel. Ha a cső átmérője elegendően kicsi, akkor a felületi feszültség, valamint a nedvesítő folyadék és a cső közötti adhéziós erők együttes hatása felemeli a folyadékot a nehézségi erő ellenében. A nem nedvesítő folyadék felszíne a kapillárisban viszont lesüllyed. Az üveget a víz nedvesíti, a higany nem nedvesíti, ezért a hajszálcsőben a víz a külső felszínnél magasabban, a higany alacsonyabban helyezkedik el.
A kapilláris szó a latin caput (fej), és ebből a capillus (haj) szavakból származik, mivel feltehetően először a hajnál, vagy ecsetnél tapasztalták a jelenséget. A kapilláris szót használják vékony, nagyon kis átmérőjű csövekre is.

## Történelme
A hajszálcsövességről először Leonardo da Vinci tett említést. Galileo tanítványa, Niccolò Aggiunti is vizsgálta ezt. 1660-ban a hajszálcsövesség még újdonságnak számított Robert Boyle-nak akkor, amikor tudomást szerzett egy ”kíváncsi francia férfi” megfigyeléséről. Megfigyelte, hogy a vízbe mártott kapilláris csőben a vízszint megemelkedik. Ezt követően Boyle közzétett egy kísérletet, amiben egy hajszálcsövet vörös borba merített, majd a csövet vákuumba tette. Észrevette, hogy a vákuum nem hat a folyadékszint magasságára, tehát a folyadék természete nem változik a kapillárisban.
Egyesek (például Honoré Fabri, Jakob Bernoulli és mások) azt hitték, hogy a levegő nem tud olyan könnyen bejutni a cső belsejébe mint a folyadék, s így a kapillárisban kisebb lesz a nyomás, mint a légköri nyomás. Szerintük ez eredményezte a folyadékszint emelkedését a hajszálcsőben.
Mások, mint Isaac Vossius, Giovanni Alfonso Borelli, Louis Carré, Francis Hauksbee és Josia Weitbrecht azt hitték, hogy a folyadék részecskéit vonzza a kapilláris fala.
A 18. században is folytatódtak a jelenséggel kapcsolatos kísérletezések. 1805-ben Thomas Young és Pierre-Simon Laplace megalkották a Young-Laplace egyenletet, mely a hajszálcsövességre vonatkozik. 1830-ban a német matematikus, Carl Friedrich Gauss meghatározta a hajszálcsövesség határértékeinek feltételeit. (pl.: a szilárd-folyékony határfelület feltételei). 1871-ben William Thomson (Lord Kelvin) kijelentette a Kelvin féle egyenletet. Következésképpen Franz Ernst Neumann meghatározta két vegyíthetetlen folyadék közötti kölcsönhatást.
Albert Einstein első publikációja, 1901-ből, a kapilláris jelenségről szólt (Folgerungen aus den Kapillaritätserscheinungen, Annalen der Physik, 513. oldal).[2]

## Demonstráció
Egy egyszerű tárggyal, egy kapilláris csővel demonstrálhatjuk a hajszálcsövességet. Ha egy mindkét végén nyitott kapillárist (kis átmérőjű üvegcső) függőlegesen behelyezünk egy vízzel teli edénybe, akkor a csőben felemelkedik a vízoszlop, és konkáv meniszkusz alakul ki az oszlop tetején. A folyadék és az üvegfal közötti adhéziós erők felhúzzák a vízoszlopot addig, amíg egyensúlyba kerül a rá ható nehézségi erővel. A vízoszlop súlya arányos a cső átmérőjének négyzetével, így minél keskenyebb a cső, annál magasabbra emelkedik a vízoszlop. A higany – és más nem nedvesítő folyadékok – konvex meniszkuszt produkál, és a kapilláris jelenség fordítottan működik: a higany felszíne alacsonyabban van a csőben, mint a csövön kívül.
A kapillaritás megfigyelhető két olyan üveglap között is, amelyek egy közös, függőleges helyzetű élben találkoznak és kis szöget zárnak be egymással. Ha a két lap alsó részét vízbe merítjük, akkor a két üveglap közti térrészben a víz annál magasabbra emelkedik, minél kisebb az üveglapok távolsága. Mérésekkel és elméleti úton is igazolható, hogy a lapok közti távolság (d) és az emelkedés magassága (h) fordítottan arányos egymással. A fordított arányosság miatt az üveglemezek közti térrészben a víz felszíne egy hiperbola mentén helyezkedik el.

A víz kapilláris emelkedése üveglapok között
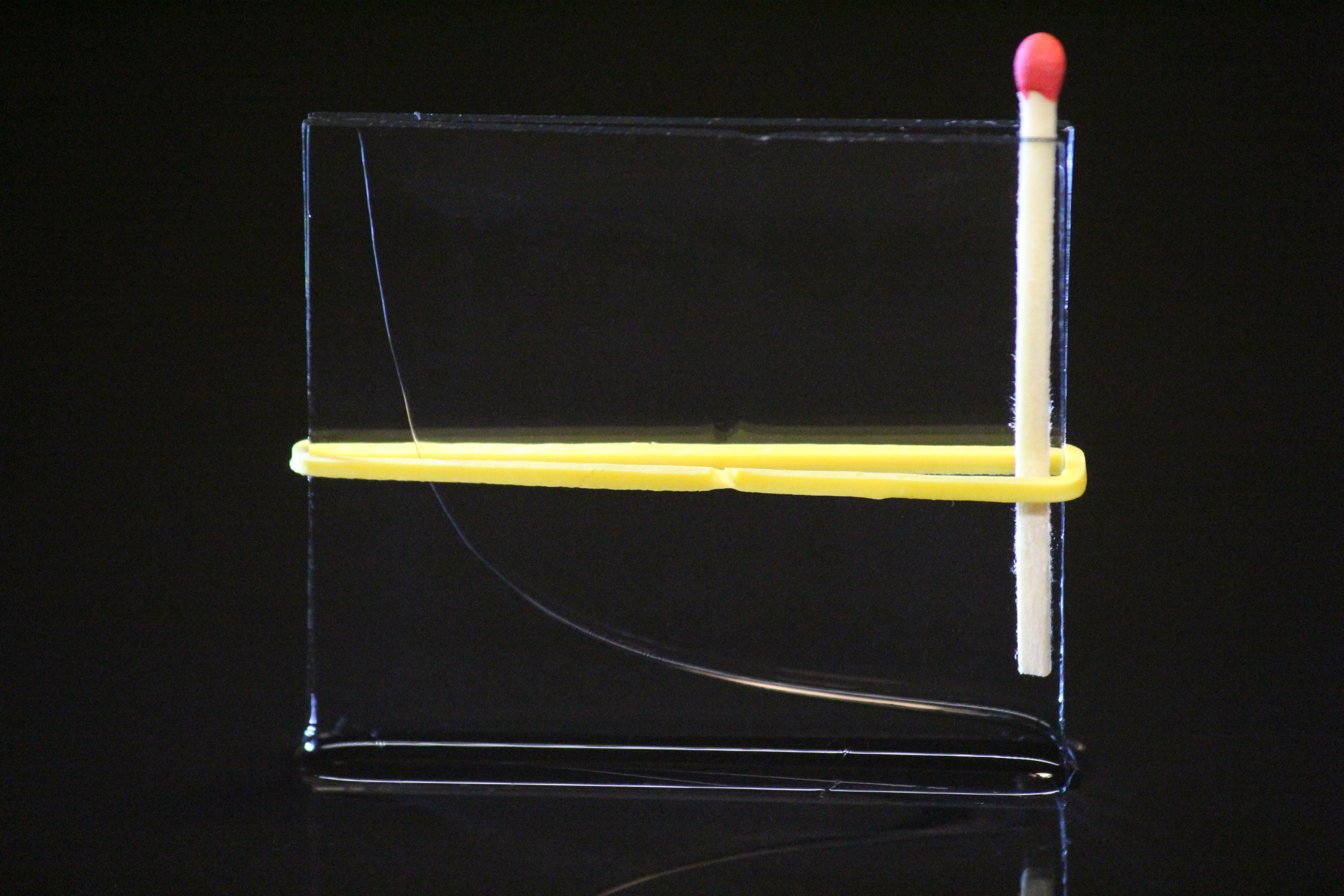
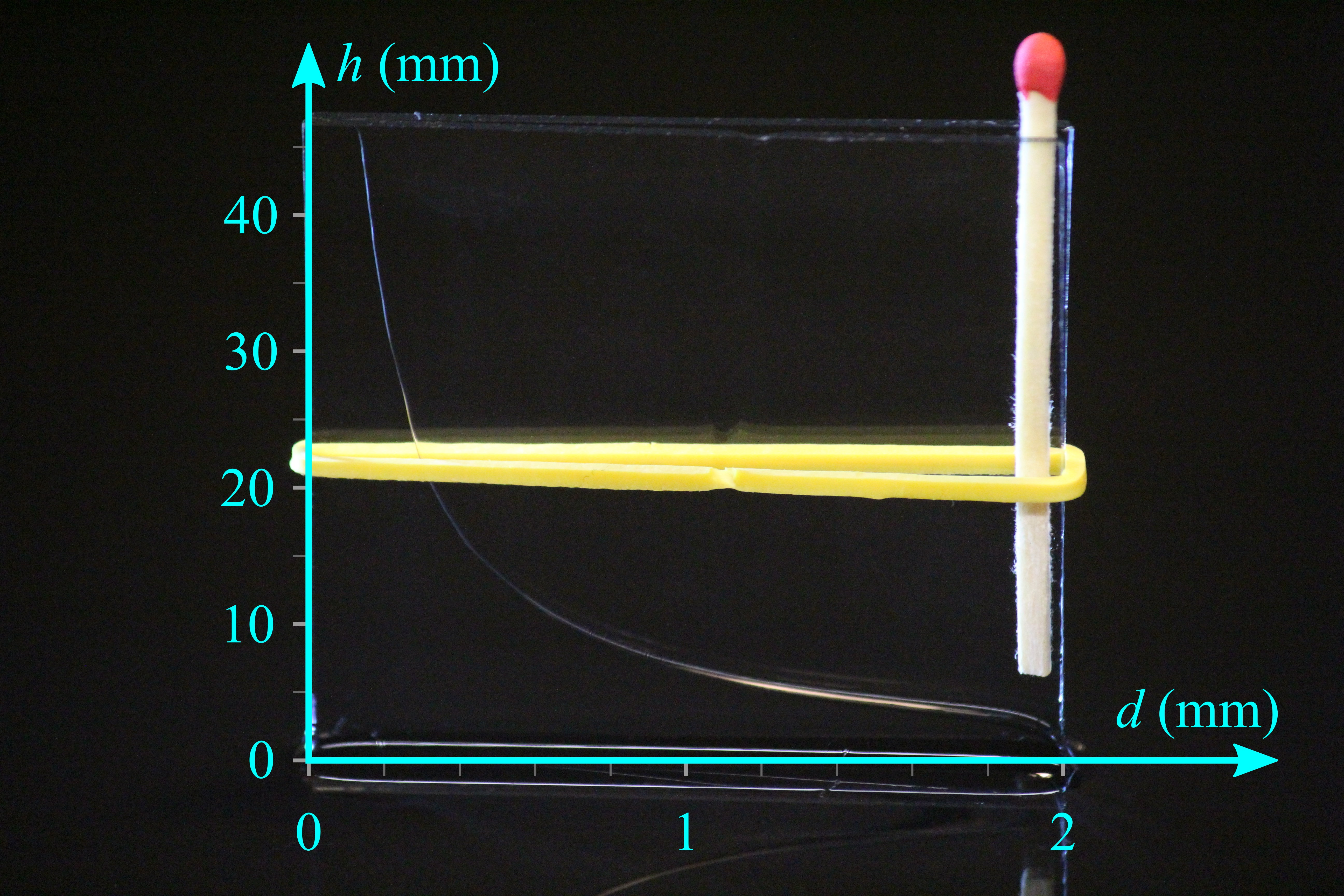
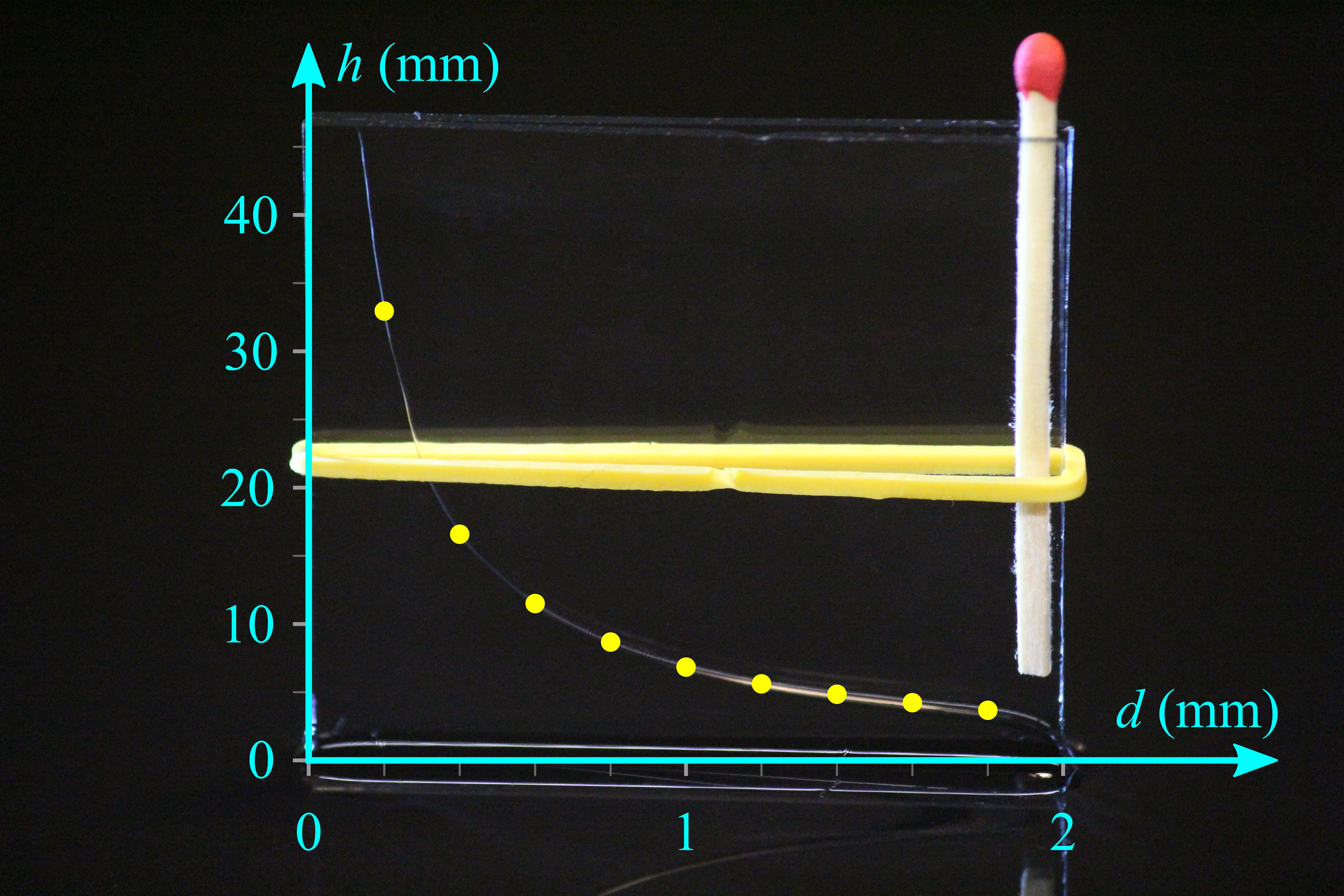
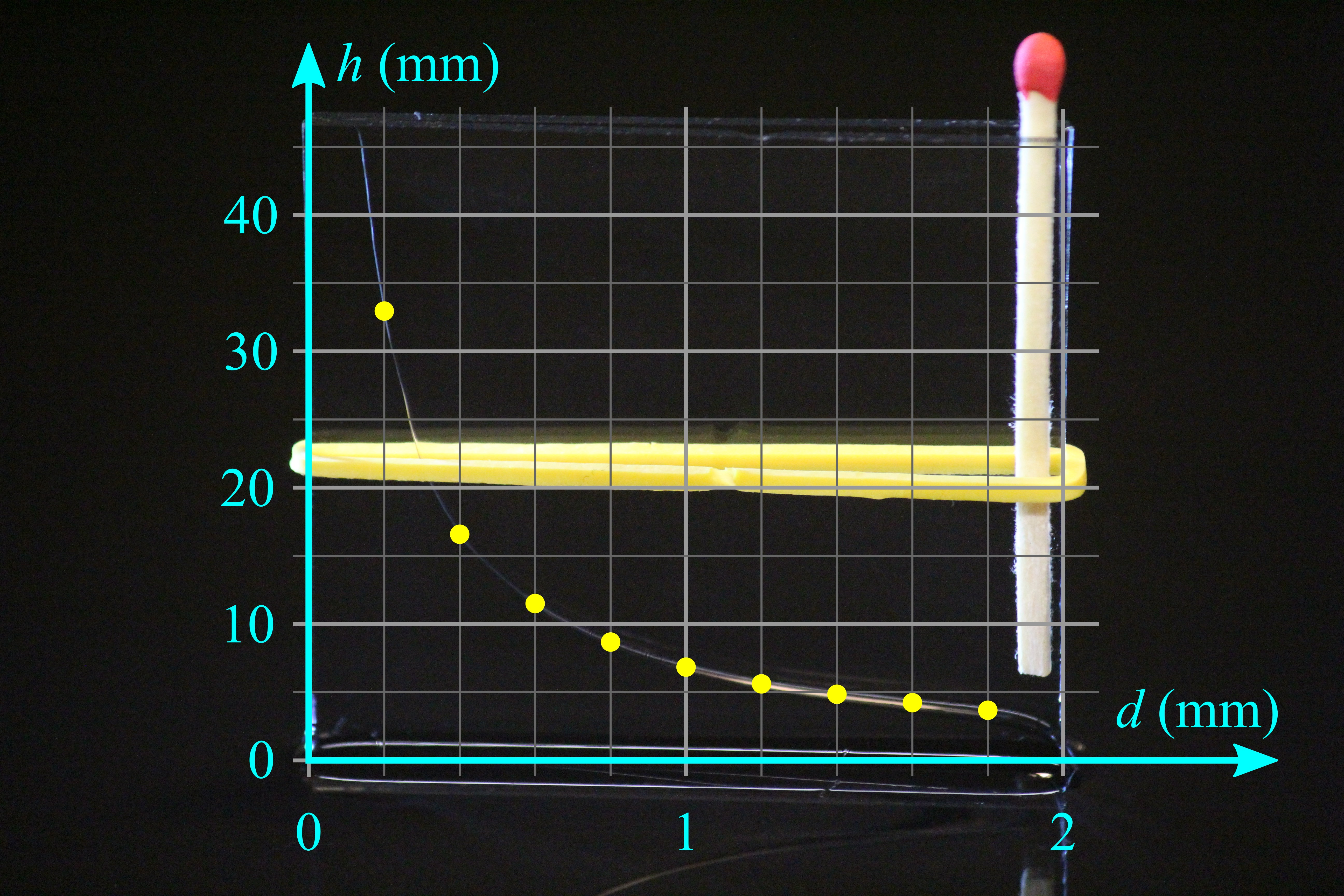
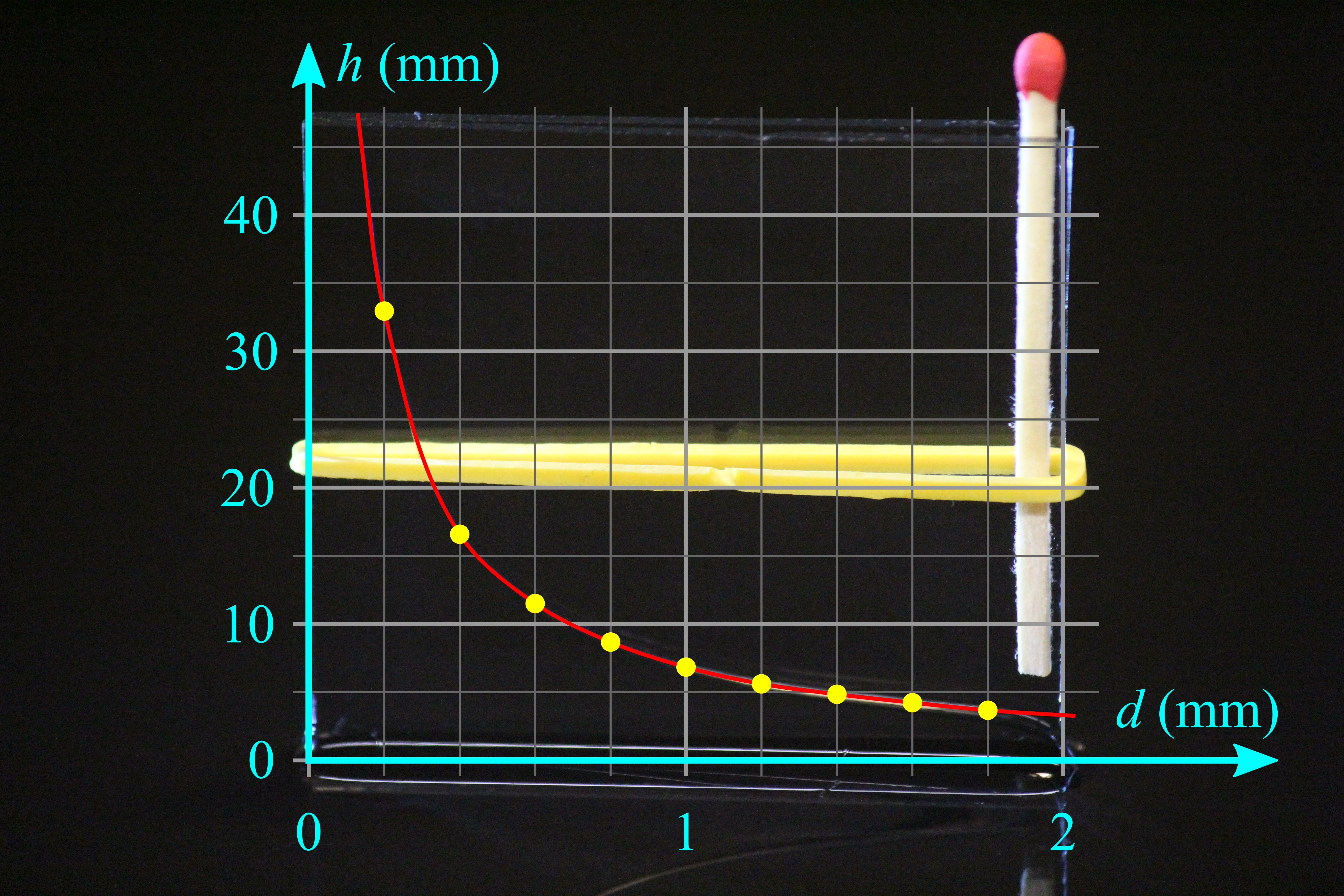
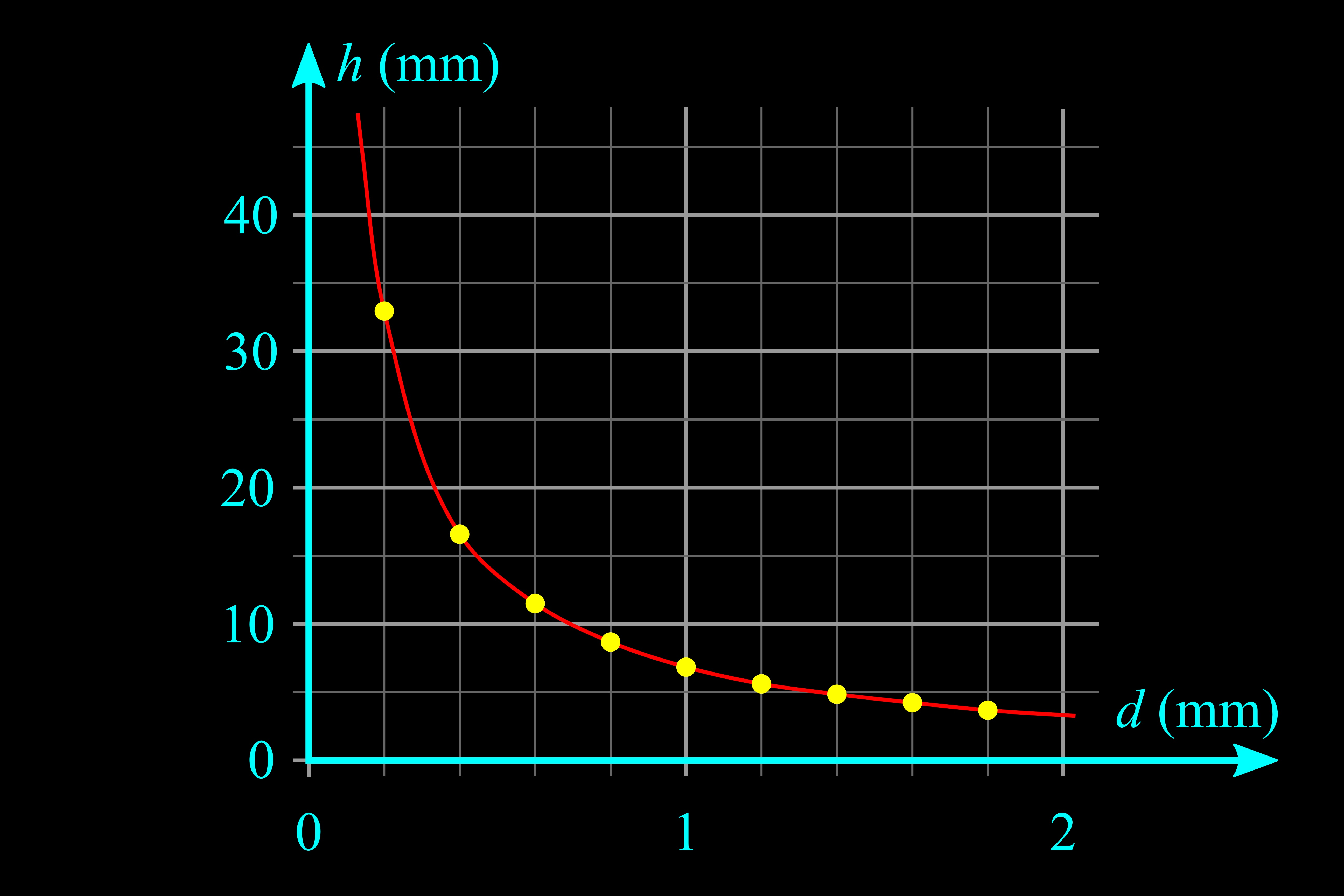

## Növényekben és állatokban
Több növényben is megfigyelhető a hajszálcsövesség. A levelek párologtatása révén nyomáskülönbség jön létre a gyökerek és a levelek között, ezért jut fel a víz a fákban. Ez a fajta vízfelszívási mód, mármint a hajszálcsövesség észrevehető néhány állat esetében is, mint például a tüskés ördögnél.

## A meniszkusz magassága
A folyadékoszlop szintjének a magassága a Jurin törvényből határozható meg.
{\displaystyle h={\frac {2\gamma \cos \theta }{\rho gr}}}
Ahol
γ a folyadék felületi feszültsége,
θ az illeszkedési szög,
ρ a folyadék sűrűsége,
g a nehézségi gyorsulás,
r a cső sugara.
Tehát a folyadékszint magassága függ a cső átmérőjétől. Kicsinyítve a kapilláris sugarát, a meniszkusz magasabban fog elhelyezkedni.
Normál laboratóriumi körülmények között a víz felületi feszültsége γ = 0,0728 N/m (20 °C-on),  sűrűsége ρ = 1000 kg/m³, és g = 9,81 m/s². Ezen értékek függvényében {\displaystyle h\thickapprox {\frac {1,48\times 10^{-5}}{r}}} m.
Egy 2 méter sugarú cső esetében 0,007 mm, míg egy 2 cm sugarú cső esetében 0,7 mm, valamint egy 0,2 mm sugarú cső esetében 70 mm lesz a vízszint emelkedése.

## Példák
A kapilláris jelenség alapján képződik a könny az egészséges szemnél. A szemhéj belső szélén két kis csatorna található, ezek biztosítják a szem kenését a kapilláris jelenség hatására.
A papírtörlő szintén a kapilláris hatás alapján szívja fel a nedvességet.
Speciális szintetikus anyagok a kapilláris jelenség alapján abszorbeálják a nedvességet az izzadó bőr felületéről.
A vékonyréteg-kromatográfia is a kapilláris hatás alapján működik.
A hidrológiában a kapilláris jelenség írja le a vízmolekulák mozgását a talajban. Részben a kapilláris hatás miatt mozog a nedvesség a száraz talajrészek felé.